# Thailand Post

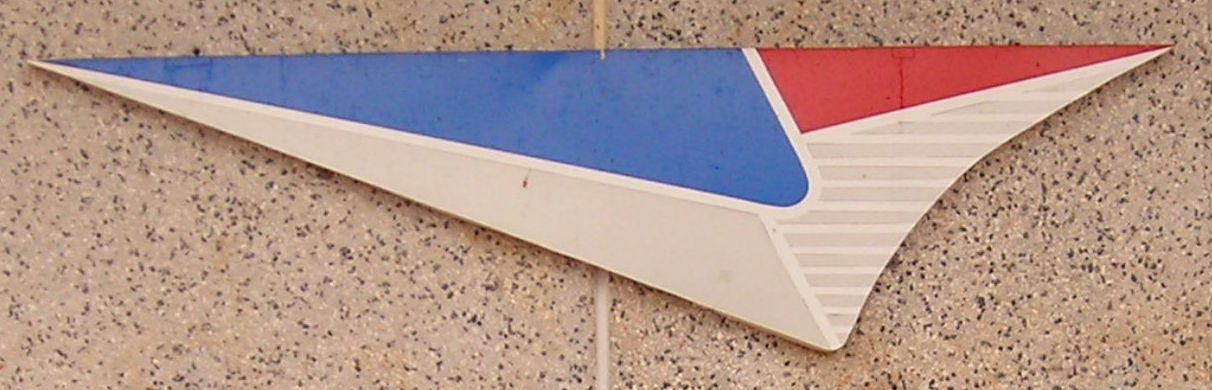
Ehemaliges Logo der Thailand Post

Thailand Post (thailändisch ไปรษณีย์ไทย, THP) ist ein Staatsunternehmen unter der Aufsicht des Ministerium für Digitale Wirtschaft und Gesellschaft (MDES). Das Unternehmen ist verantwortlich für die Postdienstleistungen in Thailand.

## Geschichte

### Gründungszeit

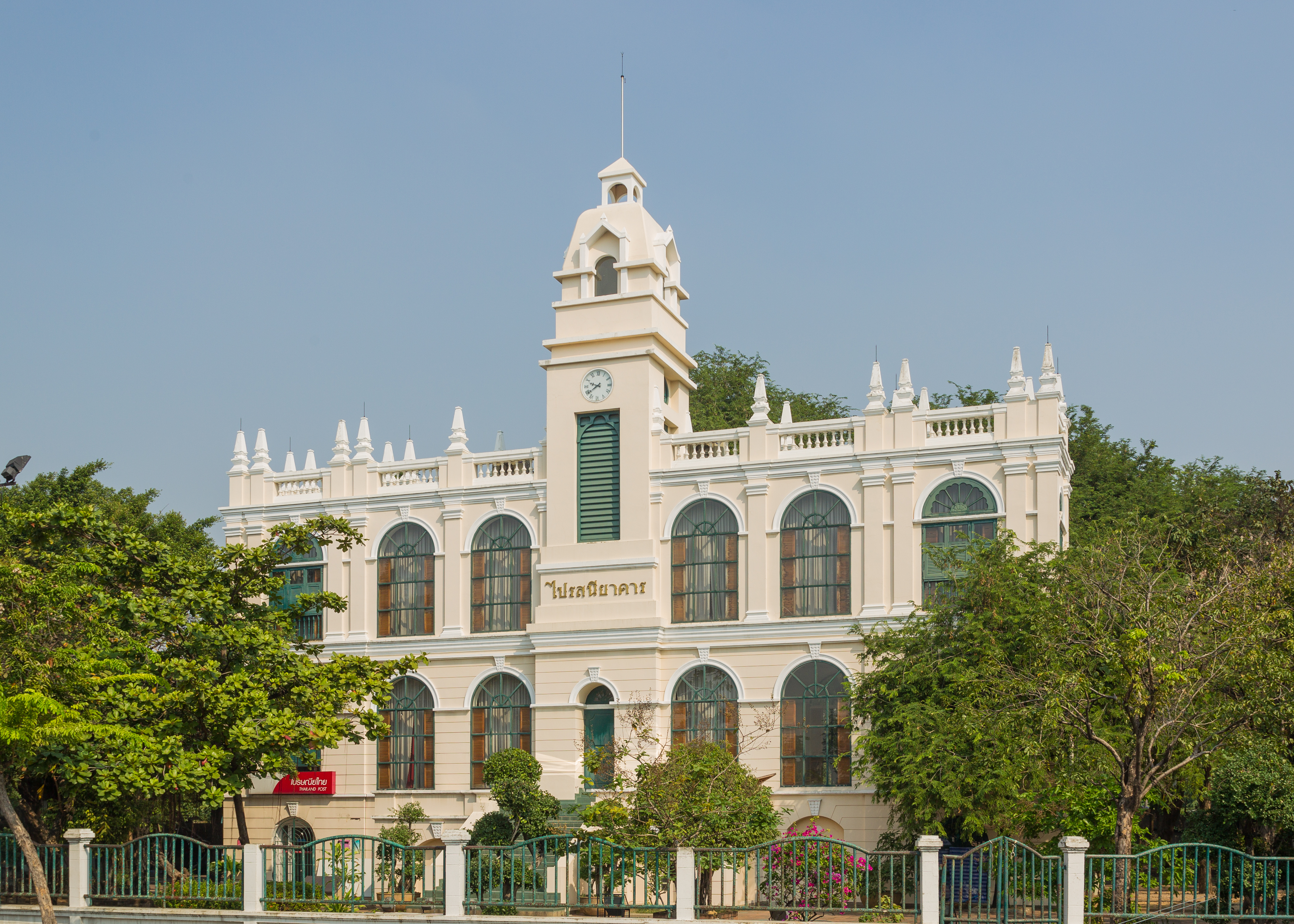
Das Postgebäude (Praisaniyakhan), das erste Postamt Bangkoks

Das zentrale Postamt in Bangkok

Das thailändische Postwesen entstand während der Regierungszeit von König Rama V. Die erste zuständige Behörde war die Postbehörde, die am 4. August 1883 den Dienst aufnahm. Der Hauptsitz befand sich im historischen Postgebäude am Ufer des Chao-Phraya-Flusses in der Mündung des Ong-Ang-Kanals.
In der Anfangszeit beschränkte sich der Postdienst ausschließlich auf Bangkok. Erst am 27. Juli 1885 wurde der Dienst erstmals auf andere Provinzen ausgeweitet, zunächst durch die Eröffnung von Postämtern in Samut Prakan und Nakhon Khuean Khan (heute Bezirk Phra Pradaeng).
Im Oktober desselben Jahres wurde der Dienst weiter bis Chiang Mai ausgedehnt. Der internationale Postdienst begann am 1. Juli 1885, nachdem Thailand Mitglied des Weltpostvereins wurde.
Im Jahr 1898 wurde die Postbehörde in die Post- und Telegrafenbehörde umbenannt, nachdem es mit dem für Telegrafie zuständigen Telegrafenbehörde zusammengelegt wurde. Im Jahr 1940 wurde das neue zentrale Postamt an der Charoen Krung Straße im Bang Rak eröffnet und diente fortan als Hauptsitz des kombinierten Behörden.

### Zeit als Staatsunternehmen
Am 25. Februar 1977 wurden einige Aufgaben von der Post- und Telegrafenbehörde getrennt und in ein staatliches Unternehmen namens Communications Authority of Thailand (CAT) überführt.
Am 14. August 2003 wurde das Unternehmen im Rahmen der Privatisierungspolitik weiter umstrukturiert: Die CAT wurde in zwei eigenständige Unternehmen aufgeteilt – die Thailand Post Co., Ltd. und die CAT Telecom Public Company Limited. Die Thailand Post übernahm fortan alle Aufgaben des Postdienstes.

## Dienstleistungen und Produkte der Thailand Post
- Transport- und Logistikdienste
  - Inländischer Paketversand

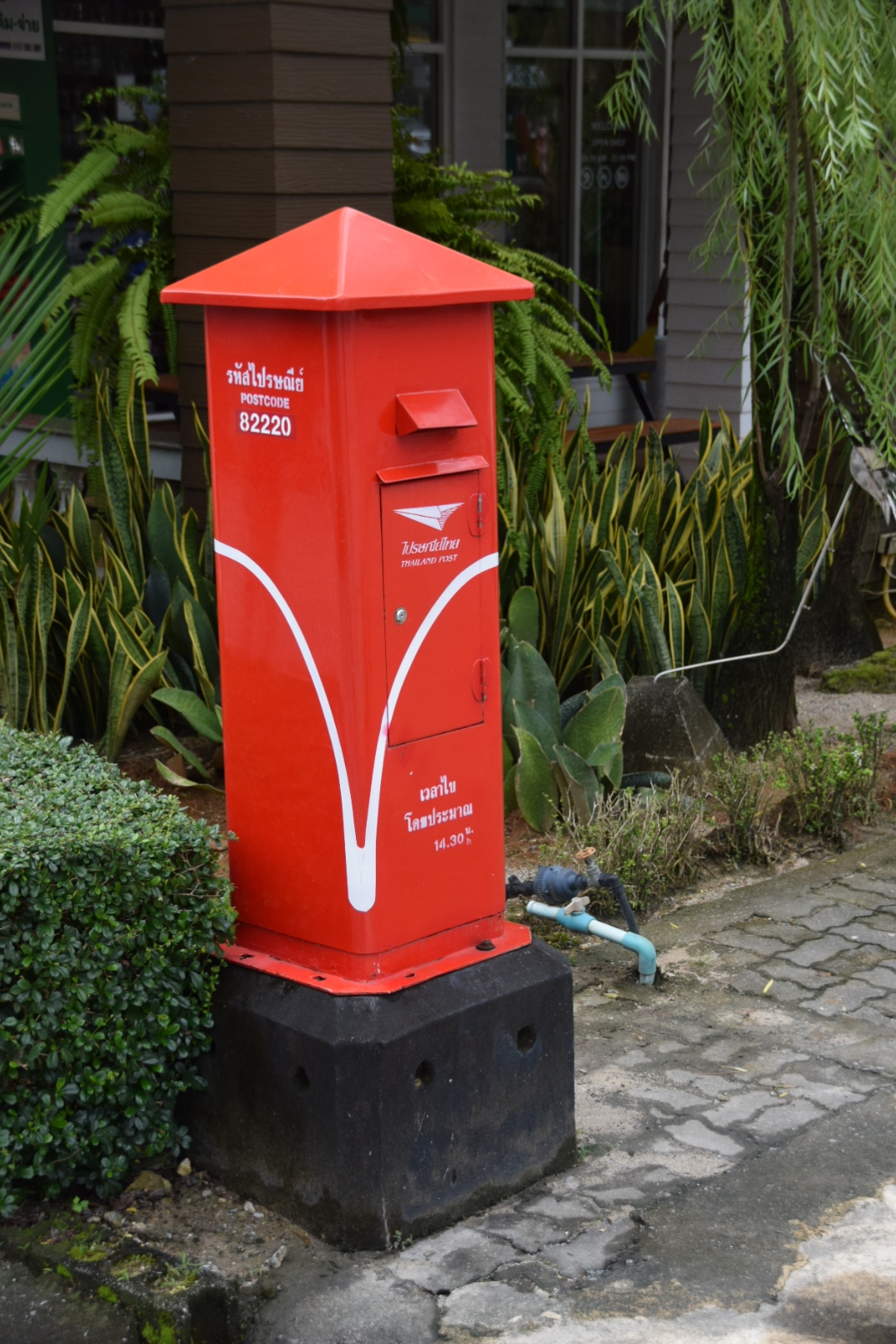
Briefkasten der Thailand Post

  - Inländischer Expressversand (EMS)
  - Logistikpost-Dienstleistungen (LogisPost)

- Postdienstleistungen (Inland)
  - Briefe, Postkarten und Drucksachen
  - Einschreibesendungen innerhalb Thailands
  - Sonderdienste

- Internationale Postdienste
  - Internationale Briefe, Postkarten und Drucksachen
  - Internationale Einschreibesendungen
  - Internationaler Paketversand
  - Internationaler Expressversand (EMS World)

- Einzelhandelsgeschäft
  - Briefmarken für Sammlerzwecke
  - Sammelartikel und Zubehör
  - Postbezogene Verkaufsartikel wie Kartons, Verpackung, Umschläge und Souvenirs

- Finanzdienstleistungen
  - Inländische Zahlungsanweisungsdienste
  - Internationale Geldüberweisungen via Western Union
  - Online-Zahlungsanweisungsdienst
  - Pay at Post – Bezahlservice bei der Post.
  - Agentur-Banking-Dienste (Agency Banking)

## Postamt

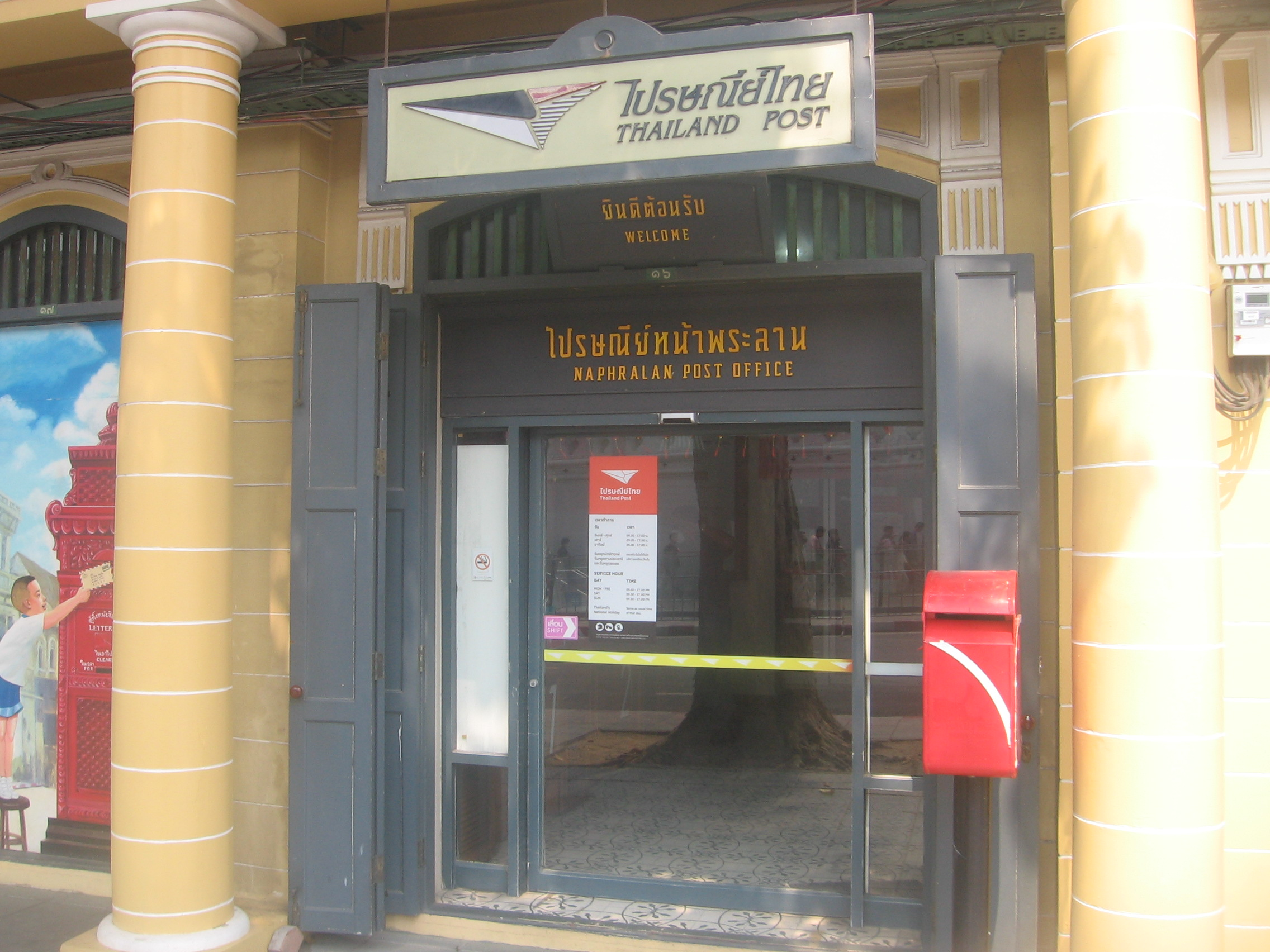
Thailand Post Naphralan Postamt

Früher boten Thailands Postämter auch Telegrafendienste an, weshalb sie früher als „Post- und Telegrafenämter“ bezeichnet wurden. Nachdem jedoch die Telegrafendienste auf die CAT Telecom Public Company Limited übertragen worden waren, wurde die Bezeichnung in „Postamt“ geändert. Es gibt verschiedene Arten von Postämtern, je nach Aufgabenbereich und Dienstleistungsumfang.
Beispiele hierfür sind:
- Briefzentrum: Hat die Hauptaufgabe, Briefe und Pakete von verschiedenen Postämtern zu sammeln, zu sortieren und weiterzuleiten – entweder an das Zielpostamt oder in andere Regionen per Auto, Zug oder Flugzeug.
- Zentrum für Massensendungen: Spezialisierte Posteinrichtung zur Annahme von Massenpostsendungen von Organisationen oder Unternehmen. Diese Sendungen werden anschließend an das Mail Centre weitergeleitet.
- Zustellendes Hauptpostamt / Ein- und Auslieferungspostamt: Zuständig sowohl für die Annahme (z. B. Sammlung von Briefen aus Briefkästen oder direkt von Kunden) als auch für die Zustellung im jeweiligen Zuständigkeitsbereich. Diese Postämter haben in der Regel eine Postleitzahl, die auf 0 endet.
- Annahmepostamt: Nimmt ausschließlich Postsendungen entgegen – entweder direkt vom Kunden oder aus Briefkästen – ohne Zustelldienst. Postleitzahlen enden in der Regel nicht auf 0.
- Zweigpostamt: Ähnlich wie ein Annahmepostamt, jedoch organisatorisch einem zustellenden Postamt (ปณจ.) untergeordnet. Es besitzt keine eigene Postleitzahl und bietet eingeschränkte Dienstleistungen, z. B. keine Zahlungsdienste.
- Lizenziertes Postamt: Kann entweder wie ein zustellendes oder ein nicht-zustellendes Postamt fungieren, wird jedoch von staatlichen Institutionen oder privaten Organisationen betrieben. Beispiel: Postämter auf Inseln, in Behörden oder Militäreinrichtungen. Diese Einrichtungen nutzen Postleitzahlen basierend auf dem zuständigen Hauptpostamt mit dreistelligen Endziffern ab 101.
- Temporäres Postamt: Wird nur vorübergehend für Veranstaltungen wie die Buchmesse oder das Fest usw. eingerichtet und bietet nur Annahmeservices. Verwendet in der Regel die Postleitzahl des zuständigen Hauptpostamts.
- Mobiles Postamt: Befindet sich auf einem Kleinbus und fährt täglich verschiedene Orte an, um Postsendungen entgegenzunehmen. Keine Zustellung, nur Annahmeservice.

Früher gab es in Thailand auch Bahnpostämter, die inzwischen jedoch eingestellt wurden. Private Unternehmen, die Postsendungen annehmen, aber nicht den Status eines lizenzierten Postamts besitzen, werden als „Postsammler“ (Postzusammensteller) bezeichnet. Diese müssen ordnungsgemäß bei der Thailand Post registriert sein.